# Werner Schwidder
Werner Schwidder (* 1917 in Berlin; † 2. September 1970 in Madrid) war ein deutscher Psychoanalytiker und Psychosomatiker.

## Leben
Schwidder wuchs in Berlin auf. Während seiner Medizinertätigkeit baute er das Psychiatrische Krankenhaus Rasemühle bei Göttingen in eine der bedeutendsten psychoanalytisch und psychosomatisch geprägten modernen Kliniken um, in das Landeskrankenhaus Tiefenbrunn, das er von 1965 bis 1970 leitete. Von 1958 bis 1970 leitete er außerdem die Deutsche Psychoanalytische Gesellschaft (DPG). Er verstarb am 2. September 1970 in Madrid, Spanien als er das Internationale Forum für Psychoanalyse besuchte, sehr überraschend an den Folgen eines Herzinfarkts. 
Schwidder erweiterte und konkretisierte die neoanalytischen Konzepte Harald Schultz-Henckes insoweit, als sie schon zu einem frühen Zeitpunkt dem Kliniker einen brauchbaren und praxistauglichen Orientierungsrahmen boten, um auch präödipale, das heißt Störungen aus den ersten drei Lebensjahren, zu behandeln, noch ehe die Konzepte Kohuts und Kernbergs größere Verbreitung gefunden hatten. 1952 gründete Werner Schwidder mit Annemarie Dührssen die Zeitschrift Praxis der Kinderpsychologie und Kinderpsychiatrie und 1953 mit Dührssen und Felix Boehm die noch heute bestehende Zeitschrift für Psychosomatische Medizin und Psychoanalyse.
Durch sein geschicktes und intensives berufspolitisches Bemühen gelang ihm zusammen mit Franz Rudolf Haarstrick und Annemarie Dührssen 1967 ambulante tiefenpsychologische Behandlungen als Kassenleistung zu etablieren. Auch im Bereich der stationären psychoanalytisch orientierten Therapie trug sein Wirken maßgeblich dazu bei, dass solche Behandlungen Ende der 1960er Jahre von den Kassen übernommen wurden. 
Er ist Autor zahlreicher psychoanalytischer Fachartikel und einflussreicher Lehrbücher seiner Zeit, durch die er sich in die Tradition der Neopsychoanalyse Schultz-Henckes einordnen lässt.
In seiner Jugend war Werner Schwidder ein recht erfolgreicher Zehnkämpfer gewesen, später in seiner Freizeit war er passionierter Rosenzüchter und Pilzkundler, wobei er zum zweiten Thema auch einen eigenen, kleinen Ratgeber verfasste und veröffentlichte.

## Publikationen (Auswahl)
- Schwidder, W. (1951): Depression, Zwangsneurose und Hysterie als Grundformen seelischer Erkrankung. Berlin (Verlag Psyche)
- Schwidder, W. (1958): Zur Praxis der Diagnose- und Prognosestellung in der klinischen Psychotherapie. Zeitschrift für Psychosomatische Medizin und Psychoanalyse 5, 43-49.
- Schwidder, W. (1965): Acta psychosomatica, Band 7. Basel (Geigy).
- Schwidder, W. (1965): Psychosomatik und Psychotherapie bei Störungen und Erkrankungen. Basel (Geigy).
- Schwidder, W. (1971): Zur schizoiden Neurose: Klinische Aspekte und psychodynamische Befunde. Zeitschrift für Psychosomatische Medizin, 18, 11-21.
- Schwidder, W. (1972): Klinik der Neurosen. Sonderdruck der Gegenwart-Forschung und Praxis, 2 Bände. Berlin (Springer).
- Schwidder, W. (1972): Neurose und Psychoanalyse. Sieben Aufsätze. Göttingen (Vandenhoeck & Ruprecht).
- Schwidder, W. (1975): Schriften zur Psychoanalyse der Neurosen und Psychosomatischen Medizin. Göttingen (Verlag für Medizinische Psychologie).
- Schwidder, W. (1975): Die Bedeutung der frühen Kindheit für die Persönlichkeitsentwicklung. Göttingen (Vandenhoeck & Ruprecht).